# Griespass
Griespass (italsky Passo del Gries) je průsmyk, který vede přes jižní hlavní hřeben Alp. Vrchol průsmyku je ve výšce 2487 m n. m.

## Poloha
Hranice mezi Itálií a Švýcarskem vede přes průsmyk Griespass v blízkosti průsmyku Nufenenpass v nadmořské výšce 2452 metrů. Griespass je přechodem z údolí Valais - Äginental do italského údolí Val Formazza (německy Pomatt) a spojuje tak Goms s údolím Valle d'Ossola. Na západě ho lemuje vrchol Bättelmatthorn (italsky Punta dei Camosci, 3044 m) a na východě Grieshorn (italsky Corno Gries).
Jen kousek pod vrcholem průsmyku, na Švýcarsko|švýcarské straně, se nachází přehradní jezero Griessee, které je napájeno ledovcem Gries. Ještě přibližně do roku 2001 sahal ledovec až do jezera Griessee. Nachází se zde také větrná farma Gries, nejvyšší větrná turbína v Evropě postavená v roce 2011. Na jižní straně v Itálii se nachází nejprve Alp Bättelmatt, poté přehrada Lago di Morasco (německy Muraschgsee) a vesnice Riale (dt. Cherbäch).

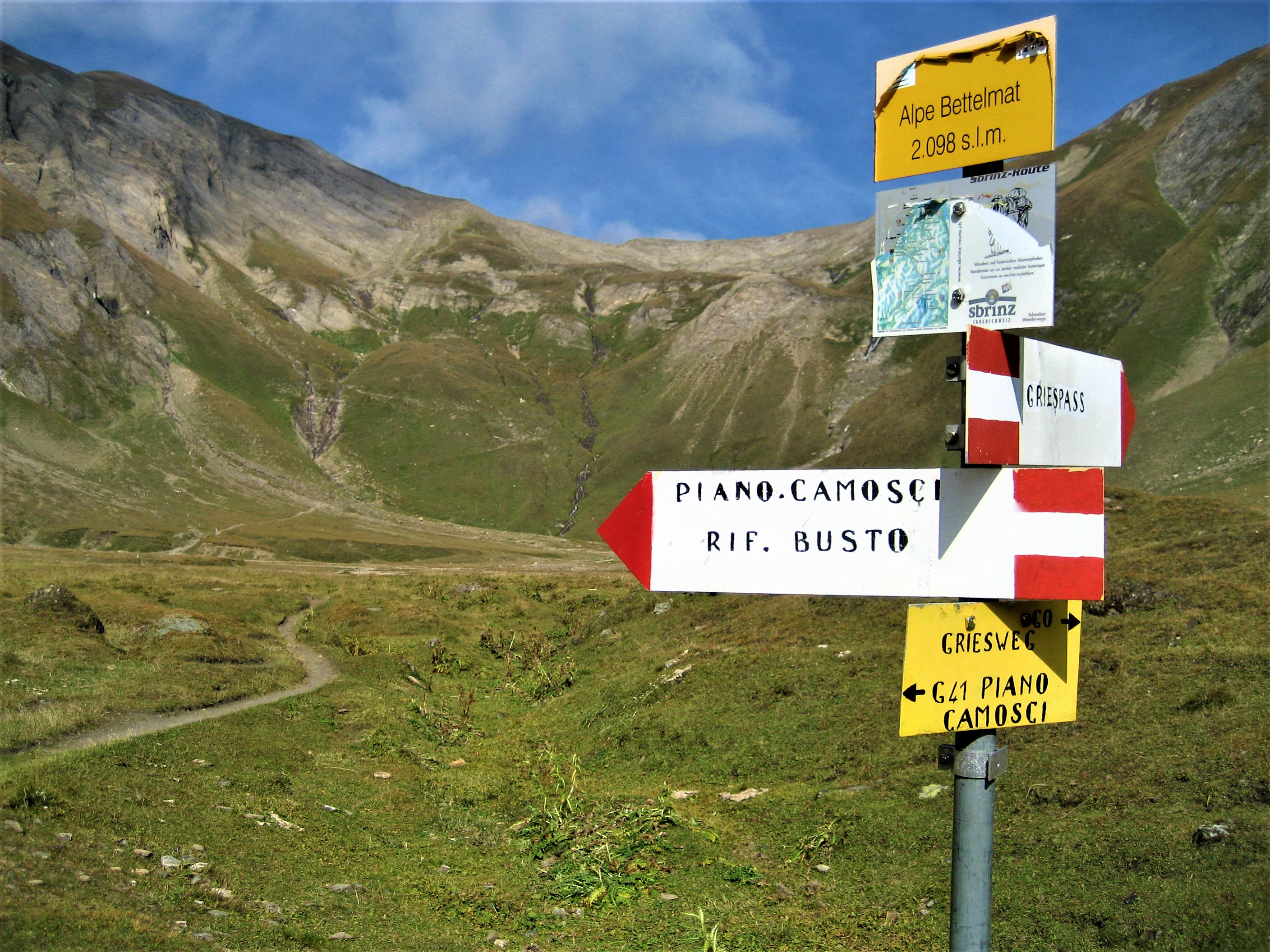
Jižní strana Griespassu s Alpami Bättelmatt (září 2009), rozcestník Via Sbrinz

## Historie
Griespass byl znám již v době bronzové a aktivně využíván i v době římské. Ve 13. století se Walserové stěhovali z Oberwallisu přes průsmyk do Pomattu a zakládali zde vesnice, kde se dodnes mluví walserskou němčinou. Griespass tvoří přímé jižní pokračování Grimselpassu, a byl tak jednou z mála snadno dostupných a přímých cest ze severní strany Alp do Itálie.
Od roku 1397 se tato soumarská cesta rozvíjela jako transalpská obchodní stezka. Staré konfederační panství v Eschentalu však již v roce 1422 připadlo milánskému vévodství, takže i obchodní ruch zde rychle upadal a v následujících staletích měl pouze regionální význam. S otevřením Gotthardské dráhy v roce 1882 došlo k jeho úplnému zastavení. Na italské straně průsmyku se nachází kaple, která slouží také jako bivak (bivakovací box). Bivak byl v roce 2014 rozsáhle zrekonstruován a mimo jiné vybaven solární energií.
Richard Wagner překročil Griespass se svým horským vůdcem 18. července 1852 během své cesty do Itálie.
Mezinárodní význam má plynovod švýcarské společnosti Transitgas AG, který byl položen přes Griespass v letech 1971-1974 a jehož vnitřní průměr je 34 palců. Na švýcarské straně vede potrubí v 5 štolách, z nichž každá je vybavena lanovkou. V letech 1997 až 2003 byla kapacita rozšířena a potrubí na švýcarské straně průsmyku Gries bylo nahrazeno 48" potrubím. Plynovod přivádí plyn z Nizozemska do Itálie.
Nedaleko průsmyku Gries se nachází Capanna Corno Gries Švýcarského alpského klubu. Dálková turistická trasa Via Sbrinz vede přes Griespass.